# Lleterola roja escaldabec
La lleterola roja escaldabec (Lactarius rufus) és una espècie de fong de l'ordre dels russulals (Russulales). És una lleterola que pertany al grup de les lleteroles veres.

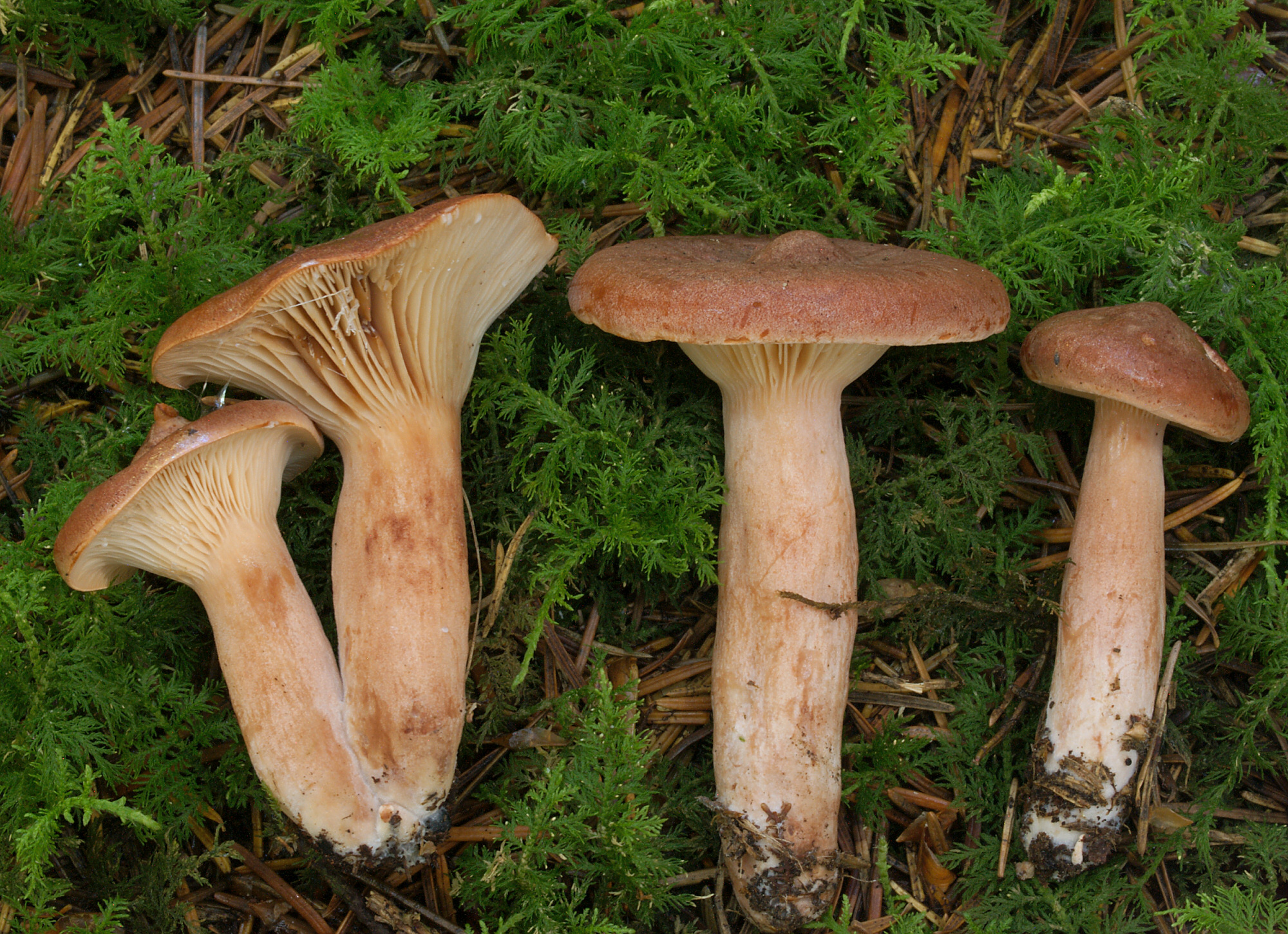
Lleterola roja escaldabec (Lactarius rufus)

És una de les diverses espècies de lleteroles de colors ataronjats o vermellosos, complexes de diferenciar macroscòpicament. En aquest cas però només ens caldrà tastar la carn o la llet, l'única espècie del grup que és extremadament acre.

## Morfologia
Bolet de mida mitjana, de 4-10 cm; amb barret de jove molt convex, quan adult d'aplanat a lleugerament en forma d'embut, sovint amb petit mugró central; superfície de color panotxa de jove, falb quan és adult; força homogènia i lleugerament brillant; de llisa a suaument rugosa.
Làmines denses; crema pàl·lid, algun cop crema ataronjat. Cama de cilíndrica a aprimada cap al peu; pàl·lida en els joves, concolor en l'adult; de medul·losa a buida amb l'edat; peu feltrat, amb pels falb pàl·lid.
Carn ferma; ràpida i extremadament picant, gairebé insuportable; làtex blanc.

## Hàbitat
Ocasional; des d'estiu a finals de tardor; en localitats montanes i subalpines; vora coníferes, especialment pi negre, també avet, pi roig i plantacions de pícees, puntualment vora faig i bedoll.

## Comestibilitat
Considerat no comestible; en certs països del nord d'Europa (Finlàndia, Suècia, Noruega) es conserven en sal després d'escaldar-los dues vegades.